# П'єр ван дер Аа
П'єр ван дер АА (фр. Pierre Van Der AA; 1659—1733) — голландський картограф і видавець. Видавничий бізнес знаходився в Лейдені, де він і провів більшу частину життя. Найвідоміші його роботи: «Atlas Nouveau», який видав в 1710 році, та «Galerie Agreable du Monde» в 27 томах, та має понад 3000 карт. Помер 1733 року.

## Карти України
1707 р. Пітер Ван дер АА публікує мапу «De Landschappen der Percoptize en Nogaize Tartares, Circassen…». Карта видана у Лейдені (Leiden). Виконана у популярній тогочасній проєкції, коли на одному аркуші вміщували територію від Чорного до Каспійського моря. Карта вирізняється картушем із зображенням побутової сцени життя ногайських татар. Чітко окреслені політичні кордони України, що проходять по лінії течії Дніпра. На карті напис — Uckranie (Україна) охоплює Правобережжя..
З картографування України відома його робота «Ukraine grand pays de la Russie Rouge avec une partie de la Pologne, Moscovie…» (Велика країна — Україна, Червона Русь, що межують з Польщею, Московією, Валахією).
Рік видання 1710. Мапа неодноразово перевидавалася, зокрема в 1714 р., 1729 р. та ін..
Цього ж року (1710) публікується ще одна робота Пітера ван дер Аа «Tabula Altera Quae Continet Potissima Asiae et Reliqua Europae ac Africae». На карті напис — Ukrania (охоплює Наддніпровя — Правобережне та Лівобережне). Позначено Поділля (Podolia), Волинь (Volhynia), Сіверщину (Seversa) та інші українські землі.

## Інші мапи
- Nouvel Atlas
- Galerie Agréable du Monde (1728)
- Schipvaart door de straat en Zuyd Zee gedaan om de gantsen aardkloot, Лейден, 1706—1708 (16 × 23,2 cm)
- Zeetogten door Thomas Candys na de West Indiën, en van daar rondom den gantzen aardkloot gedaan.
- Deel van Amerika. Door C.Kolumbus in zyn, Лейден, 1706—1708 (16 × 23,6 cm)
- Amerika of de Nieuwe Weereld Aller eerst Door C. Kolumbus, Лейден, 1705
- New Engeland in twee Scheeptogten door John Smith, Лейден, 1705
- De voor Eylanden van America. Florida, New Mexico, Лейден, 1705
- 'T Vaste Land van Darien ten Zuiden Cuba en Hispaniola Gelege, Лейден, 1705
- Cuba en Jamaica, soo als die door Kolombus.., Лейден, 1705
- Reys togt door Thomas Coryat van Jerusalem, Лейден, 1705
- De zee en land-reysen vandenridder Hendrik Blunt, Лейден, 1705
- Melite Insula vulgo Malta, Лейден, 1712
- Valetta Civitas Nova Maltae olim Millitae, Лейден, 1712